# Tourny
 Tourny  là một xã thuộc tỉnh Eure trong vùng Normandie miền bắc nước Pháp.